# كامل الغزي

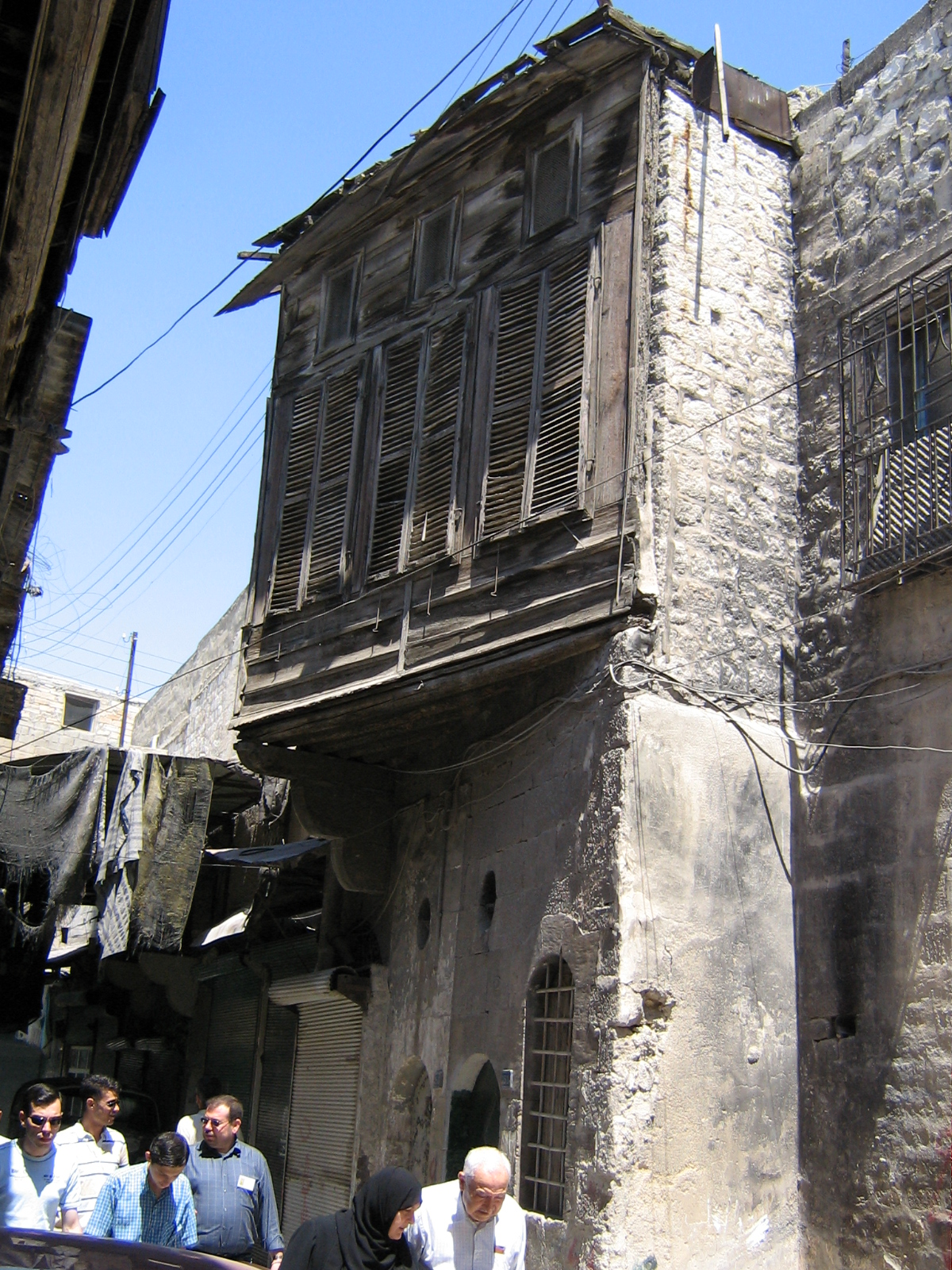
منزل الشيخ كامل الغزي في حلب في عام 2006

كامل الغزي (1271- 1351 ه‍ / 1853- 1933 م) هو مؤرخ وشاعر سوري من أهل حلب. كان عضواً في المجمع العلمي العربي بدمشق ورئيس فرعه بحلب. وهو مؤسس جمعية العاديّات ورئيسها منذ عام 1924م وحتى وفاته سنة 1933م.

## نشأته ودراسته
هو ابن ولي الله الشيخ عبد الله بن مفرج بن بدر بن بدري بن عثمان بن جابر بن ثعلب بن صنوي العامري الغزي. والده حسين البالي ولد في مدينة غزة، في أسرة اشتهرت بالعلم والفضل والوجاهة في ميادين الزراعة والتجارة.
نشأ كامل الغزي في كنف زوج أمه الذي أحسن رعايته، ولما بلغ سنَّ الدراسة دخل الكتَّاب، فحفظ القرآن الكريم وله ثماني سنوات، ودخل بعد ذلك (المدرسة القرناصية) بحي الفرافرة بحلب، فتابع فيها دروسه الابتدائية والثانوية، وفيها حفظ أكثر من عشرين ألف بيت منها ألفية ابن مالك والشاطبية وعقود الجمان للسيوطي. ثم انتقل بعد ذلك إلى العلوم العالية فدرس التفسير والحديث النبوي والفقه على شيوخ وأعلام بلده مثل الشيخ محمد علي الكحيل والشيخ مصطفى الكردي.

## مؤلفاته
- «نهر الذهب في تاريخ حلب»
- «جلاء الظلمة في حقوق أهل الذمة»
- «الروضة الغناء في حقوق النساء»
- «القول الصريح في الأدب الصحيح»[4]

## شعره
أورد له كتاب «أدباء حلب ذوو الأثر»، وكتاب «الأدب العربي المعاصر في سورية» بعضًا من شعره.

## وفاته
توفي الشيخ كامل الغزي في سَحَر 16 رمضان سنة 1351هـ الموافق 12 يناير (كانون الثاني) 1933م، عن ثمانين عامًا ونيف، ودُفن في مقبرة الشيخ جاكير بحلب.